# Odontanthias caudicinctus
Odontanthias caudicinctus är en fiskart som först beskrevs av Phillip C. Heemstra och Randall, 1986.  Odontanthias caudicinctus ingår i släktet Odontanthias och familjen havsabborrfiskar. Inga underarter finns listade i Catalogue of Life.